# Alex Bento
Alexandre Ferreiro Bento (Río de Janeiro, 24 de mayo de 1970) es un exjugador de baloncesto profesional de origen brasileño y doble nacionalidad española.
Con 1,93 metros de altura, ocupaba la posición de base y desarrolló casi toda su carrera deportiva en clubes de España y Brasil.

## Equipos
- Categorías inferiores del Flamengo.
- Flamengo (1987-1988)
- Fórum Filatélico (1988-1995)
- Flamengo (1995-1996)
- Guialmi Estrelas da Avenida (1997-1998)
- Flamengo (1998-2000)
- Cajasur Córdoba (2001)

## Palmarés
- Subcampeón de la Copa Príncipe de Asturias 1991 con el Fórum Filatélico.
- Campeón de la LPB 1997-98 con el Guialmi Estrelas da Avenida.
- Campeón de la Copa de Portugal 1998 con el Guialmi Estrelas da Avenida.